# 遠藤寿子
遠藤 寿子（えんどう ひさこ、1896年10月28日 - 1971年9月24日）は、日本の翻訳家。
北海道函館出身。衆議院議員を務めたことのある政治家の家に育った。津田英学塾卒業後、ウェブスター『あしながおじさん』などの翻訳を手がけた。

## 翻訳
- 『ヂエイン・エア』（ブロンテイ、改造社、世界大衆文学全集） 1930、のち改題『ジェイン・エア』（岩波文庫）
- 『あしながおじさん』（ウエブスター、岩波文庫） 1933
- 『続あしながおじさん』（ウェブスター、岩波少年文庫） 1955
- 『女学生パッティ』（ジーン・ウェブスター、三笠書房、若草文庫） 1955 - 「おちゃめなパッティ」を併載
- 『コウノトリと六人の子どもたち』（ディヤング、岩波少年文庫） 1956
- 『四人の姉妹』（オールコット、岩波少年文庫） 1958

| スタブアイコン | サブスタブ | この項目は、まだ閲覧者の調べものの参照としては役立たない、文人（小説家・詩人・歌人・俳人・作詞家・作家・放送作家・随筆家（コラムニスト）・文芸評論家）に関連した書きかけの項目です。この項目を加筆・訂正などしてくださる協力者を求めています（P:文学/PJ:作家）。 |